# Suite XVI
Suite XVI è il sedicesimo album studio dei The Stranglers e vede la band per la prima volta da molto tempo composta da quattro componenti, dopo l'abbandono di Paul Roberts. Il suo posto alla voce è in questo album spartito tra il chitarrista Baz Warne e il bassista Jean-Jacques Burnel. L'album si è piazzato alla posizione #89 nella classifica inglese degli album.
L'edizione giapponese dell'album comprende due bonus track, originariamente B-side del singolo Spectre of Love.

## Tracce
1. Unbroken
2. Spectre of Love
3. She's Slipping Away
4. Summat Outanowt
5. Anything Can Happen
6. See Me Coming
7. Bless You (Save you, Spare you, Damn You)
8. A Soldier's Diary
9. Barbara (Shangri-La)
10. I Hate You
11. Relentless

## Bonus track (edizione giapponese)
1. Instead of This - Live Acoustic
2. Death & Night & Blood (Yukio) - Live

## Singoli
- Spectre of Love #57, Official Singles Chart

## Formazione
- J.J. Burnel - basso, voce
- Baz Warne - chitarra, voce
- Jet Black - batteria
- Dave Greenfield - tastiere, voce d'accompagnamento